# Mr. Market
Mr. Market è una metafora creata dall'investitore Benjamin Graham. Graham chiede al lettore di immaginare di essere uno dei due proprietari di una società e che il suo socio sia un certo Mr. Market. Il socio spesso offre di vendere le sue azioni della società o di comprare quelle del lettore. Questo socio soffre di quello oggi chiameremmo disturbo bipolare, dal momento che la sua stima del valore della società oscilla tra un pessimismo ingiustificato e un ottimismo insostenibile. Il lettore è sempre libero di declinare l'offerta del socio, dal momento che egli ogni giorno si presenterà alla sua porta con un'offerta diversa.
Fin dalla sua introduzione nel libro di Graham The Intelligent Investor (1949), la metafora di Mr. Market è stata utilizzata diverse volte per spiegare che il mercato azionario è volatile e che le fluttuazioni dei prezzi sono dovute alle emozioni degli investitori. Un investitore razionale acquista azioni quando il prezzo è basso e le vende quando il prezzo è alto; al contrario, egli non venderebbe mai le proprie azioni solo perché il prezzo è diminuito, né le comprerebbe perché il prezzo è aumentato. D'altra parte, Graham ritiene sia importante cercare di capire se la valutazione delle azioni di una società sia ragionevole, dopo aver calcolato il valore di quest'ultima attraverso l'analisi fondamentale.

## Caratteristiche
Mr. Market è spesso identificato come un individuo con caratteristiche maniaco-depressive. In particolare, egli:
1. È emotivo, euforico, lunatico
2. È spesso irrazionale
3. Presenta offerte che l'investitore è libero di accettare o meno
4. È qui per servirti, non per guidarti
5. Nel breve termine è una macchina per il voto, nel lungo termine è una bilancia
6. Ti offrirà una possibilità di comprare a poco e vendere a tanto
7. Spesso è efficiente... ma non sempre!

L'investitore può approfittare dell'umore pessimistico di Mr. Market per acquistare a prezzi bassi: il segreto per fare ciò è la pazienza.